# Discorso sulla cortina di ferro

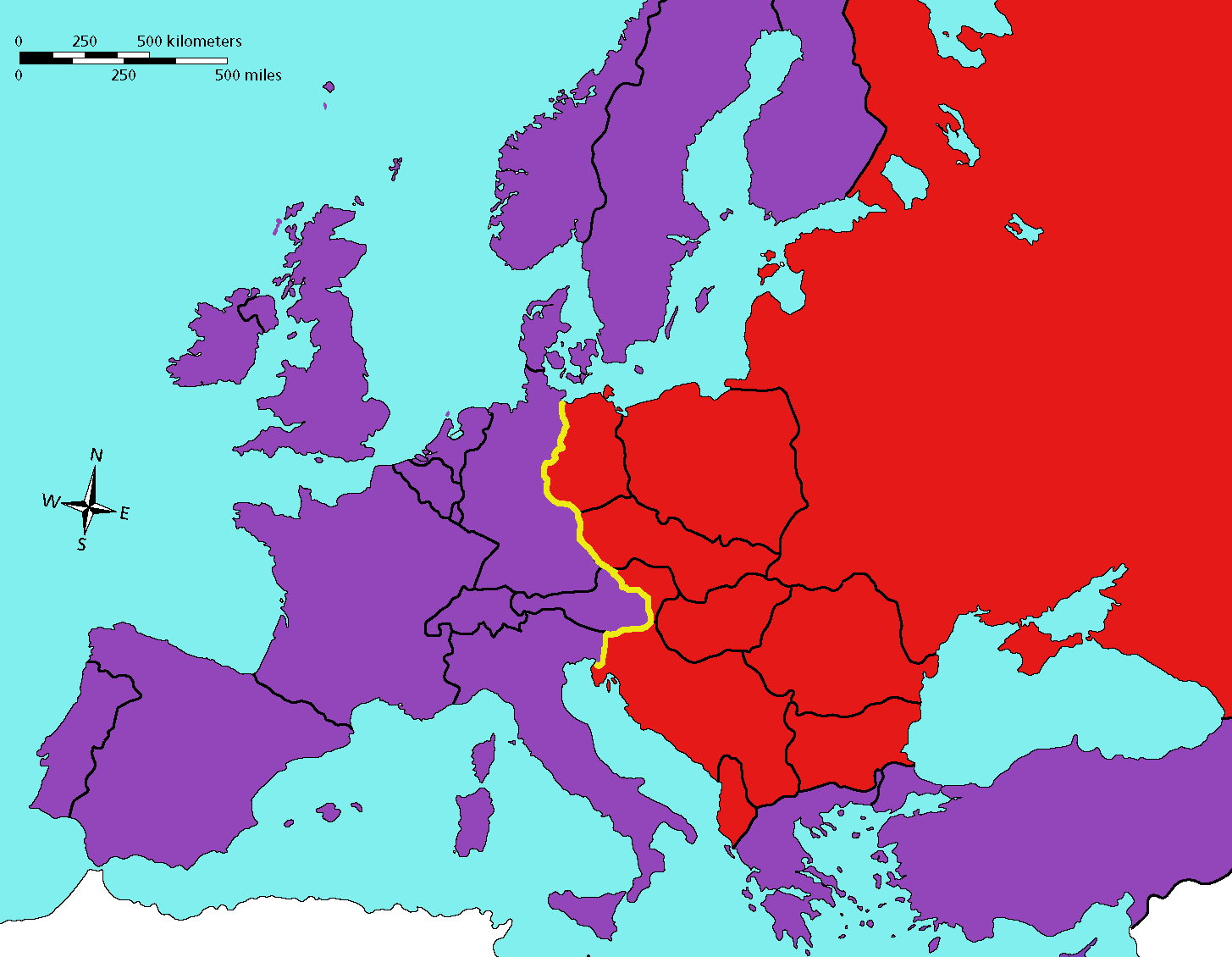
La cortina di ferro descritta da Churchill al Westminster College. Si noti che Vienna (regioni rosse centrali, terza in basso) è effettivamente dietro la cortina, come nella zona dell'Austria occupata dai sovietici.

Winston Churchill usò l'espressione "cortina di ferro" in un lungo discorso tenuto il 5 marzo 1946 a Fulton, nel Missouri (USA). Fu il discorso di Churchill che rese popolare la frase e la fece conoscere al grosso del pubblico. Anche se non fu subito bene accolta, guadagnò rapidamente popolarità in riferimento alla divisione dell'Europa con il rafforzarsi della guerra fredda.
Ciò che dette ancora più rilievo al discorso fu il fatto che, prima di esporlo pubblicamente, Churchill ne aveva messo a conoscenza il presidente degli Stati Uniti Harry Truman. Ciò significava che vi era l'approvazione del presidente statunitense.

## Precedenti
La definizione “Cortina di ferro” non è originale di Churchill. Il giornalista tedesco Max Walter Clauss (1901–1988), corrispondente da Lisbona del settimanale Das Reich, utilizzò l'espressione in un articolo in prima pagina del 18 febbraio 1945.
Una settimana dopo, sulla medesima rivista, Joseph Goebbels, utilizzò l'espressione come reazione ai risultati della Conferenza di Jalta: secondo Goebbels, in caso di capitolazione della Germania, dinanzi al territorio occupato dall'Unione Sovietica, si sarebbe: 
((DE)  Joseph Goebbels: Das Jahr 2000. In: Das Reich vom 25. Februar 1945, S. 1–2.)
Il 5 luglio 1945 Konrad Adenauer utilizzò il concetto in una lettera al giornalista Hans Rörig riguardo alla probabile minaccia da parte dell'Unione Sovietica:
(Konrad Adenauer: Briefe über Deutschland 1945–1955. Selezionato e introdotto da Hans Peter Mensing. Goldmann, München 1999, ISBN 3-442-75560-3, S. 18.)
Il futuro direttore della CIA Allen Dulles usò il termine in un discorso del 3 dicembre 1945, riferendosi solo alla Germania:

## Sintesi del discorso
Churchill aveva utilizzato per la prima volta l’espressione “cortina di ferro” in un telegramma al presidente americano Truman dell'11 maggio 1945, nel pieno della crisi di Trieste:
Pochi mesi dopo, il 5 marzo 1946, Winston Churchill, sconfitto nelle elezioni generali per il rinnovo della Camera dei Comuni e non più Primo ministro, fu invitato al Westminster College di Fulton, nel Missouri, a tenere una conferenza dal titolo “Risorse di pace”.
Fu l’introduzione del discorso che rimase impresso nel pubblico, ancor più dei suoi concetti fondamentali.
È tuttavia mio dovere prospettarvi determinate realtà dell'attuale situazione in Europa. Da Stettino nel Baltico a Trieste nell'Adriatico, una cortina di ferro è scesa attraverso il continente. Dietro quella linea giacciono tutte le capitali dei vecchi Stati dell'Europa Centrale e Orientale. Varsavia, Berlino, Praga, Vienna, Budapest, Belgrado, Bucarest e Sofia; tutte queste famose città e le popolazioni attorno a esse, giacciono in quella che devo chiamare sfera Sovietica, e sono tutte soggette, in un modo o nell'altro, non solo all'influenza Sovietica ma anche a un'altissima e in alcuni casi crescente forma di controllo da Mosca.»
Nel prosieguo Churchill disse di ritenere comunque possibile un accordo tra le potenze (l’URSS e gli anglo-americani) che avevano sconfitto il nazismo:
La frase “cortina di ferro”, però, che era già stata pronunciata, fece maggiormente effetto e rimase nella storia, mettendo in secondo piano il senso e il resto del discorso.
Al discorso di Churchill, rispose nell'agosto del medesimo anno il secondo segretario del Partito Comunista dell'Unione Sovietica, Andrej Ždanov, utilizzando la medesima espressione.